# テクノプロ・ホールディングス
テクノプロ・ホールディングス株式会社（英: TechnoPro Holdings,Inc.）は、日本の人材派遣会社「テクノプロ」等を統括する持株会社。本社は、東京都港区六本木6-10-1 六本木ヒルズ森タワー。
本稿では、暫定的に同社の前身であるプロンプトホールディングス（旧 アドバンテージ・リソーシング・ジャパン←ラディアホールディングス←グッドウィル・グループ）の内容も併記する。

## 概要
2016年現在はテクノプロが手がける技術者派遣が事業の中心であるが、かつては日雇い派遣や軽作業派遣を中心とした人材派遣の「グッドウィル」（持株会社から分離）、訪問介護などの介護ビジネスを担っていた「コムスン」、かつて事実上の業界最大手であった「クリスタル」（後の「ラディアホールディングス・プレミア」）の3社を中心として、人材派遣事業や介護事業を手広く手がけていた。しかし、コムスンの介護報酬不正請求やグッドウィルの違法派遣などの不祥事をきっかけとした両社の廃業、それに2008年秋以降の景気悪化による労働者派遣需要の急激な落ち込みが重なって経営が悪化し、外資の支援の下で経営を立て直すこととなった。
その後技術者派遣に事業領域を集中させたことが奏功し、2014年には外資の支援の手を離れ東証に再上場。メイテックと並ぶ業界大手となっている。

### グッドウィル・グループ成立まで
1995年、「株式会社グッドウィル」を、佐藤修（現・マスターピース・グループ株式会社代表取締役会長）、川上真一郎（前グッドウィル・グループ株式会社代表取締役社長兼COO）、神野彰史（前グッドウィル・グループ株式会社常務執行役員、前グッドウィル社長）の3名が、中心となって設立する。
グループ・会社の中心人物であった折口雅博は、総合商社「日商岩井」（現・「双日株式会社」）所属時に、日商岩井とイギリス・レジャー企業との共同出資で、バブル景気後期の1990年代初めに営業をしていた大型ディスコジュリアナ東京、六本木ヴェルファーレなどの立ち上げ経験があるのみであったが、軽作業請負で、日払いのスタッフへの給与を払う資金が尽きたところへ折口が自己資金を投入し、外部の資金も導いたことがきっかけで役員となった後、代表となったのであり、創業者の一員ではない。
その後「グッドウィル・グループ株式会社」に商号変更するが、副会長だった佐藤が株式会社マスターピース（現・マスターピース・グループ株式会社）を分社独立して去ったことにより、折口によるワンマン経営となった。
2004年8月に「グッドウィル・グループ」は持株会社に移行（これに伴い、同年4月に新たに設立したグッドウィルがほぼ全事業を譲受）。
前社名の「グッドウィル」は、アメリカ合衆国で創立された社会的弱者の職業訓練・自立支援のために、寄付された古着・古本・家電などの再生販売をして多額の収益金と雇用機会を生み出している非営利団体の名前から取ったもので、「善意」「商売上の信用」の意。アメリカのグッドウィル・インダストリーズは、コミュニティ・ビジネスを行う慈善団体として広く知れ渡った名称であり、日本とは無関係である。

### 本社などの移転
2007年5月の東京ミッドタウン開業時に、本社および関連会社のほとんどを旧防衛庁跡地に建設された東京ミッドタウン・タワーに移転する予定であったが、同年に発覚したコムスン問題などがあり、実際に移転したのは、以下の10部門である（全てグループ子会社）。
- グッドウィル（日雇い派遣、モバイト・ドット・コム、総合受付などを担当。総合人材派遣部門。29F/30F）
- テクノプロ・エンジニアリング（TPEG、総合エンジニアリングサービス部門。31F）
- ソア（SORE、イベント・セールスプロモーション、イベントコンパニオン、MC、ナレーター部門。29F）

以下、旧クリスタル系
- バンテクノ（総合エンジニアリングサービス部門。28F）
- ティエスティ（総合エンジニアリングサービス部門。28F）
- プレミア・スタッフ（事務系人材派遣。28F）
- プレミア・ライン（製造系人材派遣。マナー教育・安全教育、製造技術育成部門。28F）
- 日構シーエスエス（建設・土木系エンジニアリングサービス部門。28F）
- エヌアンドシー（建設・土木系エンジニアリングサービス部門。旧称サンヨーナイスコーポレーション　28F）

しかし、ラディアホールディングスの事業再建計画を達成するため、ミッドタウン・タワーから全て撤退し、2008年11月1日・4日にほぼ全ての企業を六本木ヒルズ森タワーに移転させた。なお、一部企業は、東京都中央区日本橋室町の古河ビルに移転させたが、2009年7月1日をもってラディアホールディングスが、技術派遣事業特化する事によりプレミア・スタッフ及びプレミア・ラインが事業譲渡、またラディアホールディングスの特例子会社のラディアスマイルとプレミア・スマイルが、合併された為、2009年7月1日現在事実上グループ子会社のすべての企業が、六本木ヒルズ森タワーに入居している。

### 行政処分、経営再建へ
2007年春から2008年初頭にかけて、先述したコムスン問題や、グッドウィルによる違法派遣が発覚、行政処分を受ける。財務状態も、クリスタル買収で折口保有の株式を担保として900億円近い借金をするハイリスクを伴う手法をとったために短期債務が膨らみ、コンプライアンス違反も悪影響して、収益悪化どころか（このままスポンサーが現れなければ）経営破綻すらありえる状況であった。これを嫌気した主力銀行であるみずほ銀行（先述のクリスタル買収資金融資も同社によるもの）は、3月13日までにサーベラス・キャピタル・マネジメントとモルガン・スタンレーに債権を売却、川上は社長を、折口は会長を退任した。折口はプレミア系米国法人の、川上はグッドウィルの相談役としてそれぞれ残ったが、経営の主導権は完全に無くなった。
後任社長には社外取締役の堀井愼一が就任。今後、この2社連合の主導の下に経営再建が行われると見られたが、直後の3月21日にユナイテッド・テクノロジー・ホールディングス（現UTグループ、以下UTH）が118億円を投じて3割の株式を取得し、筆頭株主に。提携を模索したが条件が折り合わず、5月1日に破談している。UTHは28日に開かれた同社の株主総会でグッドウィル・グループ（以下GWG）株式売却の方針を示し、11月6日に全保有株を売却した。
5月、全事業所で行政処分が明けたグッドウィルなどの日雇い派遣事業を売却する方針を示唆し、交渉も行っていたが、6月3日にグッドウィルの本社課長級も含めた従業員3名が二重派遣を幇助した容疑で逮捕されたことで交渉が中断。法人としてのグッドウィルも書類送検され、6月24日に従業員ともども略式による罰金刑を命じられ、即日納付した。これにより、グッドウィルの事業許可が取り消されることがほぼ確実となったため、翌25日、グッドウィル取締役会にて2008年7月31日までにグッドウィルの全ての事業を廃止することを承認決議、GWG取締役会も即座にその報告を受けた。これに伴い、同日付でグッドウィルの中元一彰代表取締役を除く全役員が退任（中元のみ事業の完全廃止までは留任）し、中元も兼任するGWGの執行役員を辞任する。
グループ全体の売り上げの6分の1強を占めていた日雇い派遣事業からの撤退により、グッドウィル・グループ本体の経営再建に著しい影響が生じる事となった。今後の主力として掲げられたプレミア系各社も含めたグループの経営先行きの不透明さがより増す形となったことで、スポンサーたるサーベラス・モルガン連合の動きも含め、今後の成り行きが注目されることとなった。

### ラディアホールディングスとなってから
2008年10月1日には、商号を「ラディアホールディングス株式会社」に変更した。
2009年2月には上記サーベラス・モルガン連合が第三者割り当て増資を引き受け、筆頭株主となっている。このほか、技術者派遣以外の事業の縮小と人員削減や本社移転等による収益力の回復によって、財務体質の強化と事業の再生を図ろうとしているところである。しかし、上述したグッドウィルやコムスンの廃業によって巨額の特別損失の計上を余儀なくされた結果、2008年6月期決算で債務超過に陥り、労働者派遣需要の急激な落ち込みも重なって一層の業績悪化が見込まれるなど再建の道のりは険しく、2009年6月23日に私的整理手続きの一種である事業再生ADRの利用を申請し、同手続きを通じた経営再建を目指すこととなった。
業績悪化で債務超過状態の解消の目処が立たず、上場廃止基準に抵触する可能性が高いことから、同年6月15日に東京証券取引所はラディアホールディングス株式を監理銘柄に指定した。同年9月28日の定時株主総会で全株式を当社が無償取得することが議決されたため、10月29日付けで上場廃止とすることを決定。

### テクノプロ・ホールディングスとなってから
2012年4月に、ジャパン・ユニバーサル・ホールディングス・アルファ株式会社（2006年7月設立）の商号を「テクノプロ・ホールディングス株式会社」に変更した上で、プロンプトホールディングス株式会社（かつてのラディアホールディングス株式会社）などから傘下企業の譲渡を受けた。
2014年7月、エンジニア・研究者を中心とした技術系人材サービス事業4社（株式会社シーテック、株式会社テクノプロ・エンジニアリング、株式会社CSI、株式会社ハイテック）を経営統合し、株式会社テクノプロを設立。機械、電気、電子、組込制御、情報システム、情報インフラ、プラントエンジニアリング、化学、バイオ、医薬、新素材など各種技術分野における研究開発や商品開発などの技術サービスを提供。

## 沿革

### プロンプトHD社
- 1995年2月1日 - 「株式会社グッドウィル」設立。
- 1997年
  - 1月 - 「株式会社ゼネラル・アウトソーシング・ジャパン」を100%出資で設立。
  - 3月 - 「株式会社コムスン」に資本参加、関連会社化。
- 1999年5月 - 「グッドウィル・グループ株式会社」に商号変更。
- 2004年
  - 3月29日 - 東京証券取引所第一部に上場。
  - 8月 - 人材派遣業務を「株式会社グッドウィル」として会社分割し、「グッドウィル・グループ株式会社」を純粋持株会社に移行。
- 2006年
  - 10月1日 - 「株式会社グッドウィル・エンジニアリング」と「フジオーネ・テクノ・ソリューションズ株式会社」が合併。
  - 10月31日 - 「株式会社クリスタル」（現ラディアホールディングス・プレミア）を子会社化。
- 2007年
  - 1月1日 - ネーミングライツを取得した「西武ドーム」の名称を「グッドウィルドーム」へ変更し運用開始。同時に西武ライオンズのファームチームについては「グッドウィル」として同日より名称変更。
  - 10月5日
    - 関連会社である、株式会社コムスンは、同社が保有する株式会社マッサージ師事務代行センターの全株式を、株式会社ペアレンツへ売却した事を発表。社長の松永昭弘へ1円にて譲渡し、資本及び人的協力、取引関係から切り離した。同日付で株式会社ペアレンツに商号変更後、松永は株式会社ペアレンツの代表者へ就任。
    - 株式会社グッドウィル・フォーサイトの保有する全株式を、株式会社アドバンテッジリスクマネジメントへ譲渡。

  - 12月31日 - 折口雅博代表取締役会長兼CEOと川上真一郎代表取締役社長兼COOが代表権を返上し、折口は取締役会長、川上は代表取締役社長に異動（本件発表は同年12月25日）。
- 2008年
  - 3月11日 - 川上真一郎代表取締役社長と折口雅博取締役会長が辞任し、同日付けで社外取締役の堀井愼一が代表取締役社長に就任。また、主力銀行みずほ銀行の1,000億円分債権がサーベラス・キャピタル・マネジメントとモルガン・スタンレーに譲渡し、一部、普通株に転換し、大株主になる予定。これにより、外資主導の再建になる。
  - 3月13日 - 新経営陣体制を発表。
  - 7月31日 - 株式会社グッドウィル廃業（本件決定は同年6月25日）。
  - 10月1日 - 「ラディアホールディングス株式会社」に商号変更。
  - 11月1日 - 東京証券取引所市場第二部へ指定替え。
- 2009年
  - 1月1日 - ラディアグループ事業再編に伴い、関連会社の吸収合併・事業譲渡を実施。
  - 2月1日 - 関連会社の株式会社フードスコープの一部を株式会社シークレットテーブル（ダイヤモンドダイニンググループ）に譲渡。
  - 3月1日 - 関連会社の株式会社フードスコープの一部を株式会社ケー・エクスプレスに譲渡。
  - 4月13日 - 社員教育研修施設として「Radia University」を新横浜と大阪に設置。研修による技術社員の技術を底上げを目的に研修センターを設立。
  - 6月15日 - 東京証券取引所が監理銘柄に指定。
  - 6月23日 - 事業再生ADR手続の利用を申請し、受理される。
  - 7月1日 - ラディアグループが、技術派遣事業分野に注力し特化する目的で、事務派遣事業のプレミア・スタッフを株式会社ピーアンドピーに株式の譲渡及び子会社ピーアンドピー・キャリアに異動を行い、製造派遣事業のプレミア・ラインを株式会社トラスト・テックの子会社株式会社TTMに事業譲渡。
  - 9月28日 - 発行済み株式全てを無償取得、100%減資を株主総会で議決。これにより東京証券取引所は同社株を整理ポストへ、10月29日をもって上場廃止とすることを決定。
  - 10月29日 - 東証上場廃止。最終売買日は10月28日。
  - 12月31日 - 子会社のグッドウィルとコムスンが解散。
- 2010年
  - 7月1日 - 「株式会社アドバンテージ・リソーシング・ジャパン」に商号変更。
  - 5月21日 - 子会社ラディアホールディングス・プレミア、特別清算。
- 2012年
  - 1月5日 - 「プロンプトホールディングス株式会社」に商号変更。

### テクノプロHD社
- 2012年
  - 4月27日 - プロンプトHD社のグループ事業5社の株式を譲り受け、テクノプロHDのグループ会社とする。
- 2014年
  - 7月1日 - 株式会社シーテック、株式会社テクノプロ・エンジニアリング、株式会社CSI、株式会社ハイテックの連結子会社4社を統合し、株式会社テクノプロを設立。
  - 12月15日 - 東京証券取引所第一部に上場。
- 2015年
  - 8月28日 - 株式会社ピーシーアシストと資本業務提携。グループ企業に加入。
- 2016年
  - 3月14日 - 株式会社オンザマークと資本業務提携。グループ企業に加入。
  - 7月1日 - 株式会社エヌアンドシーを「株式会社テクノプロ・コンストラクション」に商号変更。
  - 11月30日 - 安川情報エンベデッド株式会社の普通株式取得。子会社化。
  - 12月20日 - 安川情報エンベデッド株式会社を「株式会社テクノプロ・エンベデッド」に商号変更。
- 2017年
  - 10月1日 - 株式会社テクノプロが株式会社テクノプロ・エンベデッドを吸収合併。
- 2019年
  - 2月28日 - テクノブレーン株式会社を完全子会社化[10]。
  - 7月1日 - テクノブレーン株式会社が株式会社テクノプロ・キャリアを吸収合併[11]。
- 2020年
  - 7月1日 - 株式会社テクノプロが株式会社オンザマークを吸収合併[12]。

## M&Aの動向

### フジオーネの買収
2006年7月18日にフジオーネ・テクノ・ソリューションズの買収を発表。10月1日には「フジオーネ・テクノ・ソリューションズ」と「グッドウィル・エンジニアリング」を合併させた。この合併の存続会社は「フジオーネ・テクノ・ソリューションズ」、合併後の社名は「グッドウィル・エンジニアリング」である。

### クリスタルの買収およびその背景
さらに2006年11月17日に系列投資ファンド「人材サービスファンド投資事業有限責任組合」を通じ、事実上業界最大手といわれていたクリスタルグループ（現 ラディアホールディングス・プレミア）を約880億円で買収したと発表。ただしこの日付は正確ではなく（買収のための同ファンドへの出資、そしてクリスタル株を保有していた投資ファンド「コリンシアン投資事業有限責任組合弐号」への出資は10月31日に行われており、法的にはこの日をもって連結子会社化であるため）、後日訂正が行われている。
この買収により業界最大手となったが、買収に伴う多大な借入、重複・不要事業の整理、買収企業クリスタルの事業に関する問題をどのように処理し、公正な企業統治を計っていくのかが注目された。なお、本買収に関しては情報開示が遅れ、かつ訂正があったことは不適切であり、改善を求めるためとして2006年12月11日に東京証券取引所より報告書の提出を求められ、12月25日に東証へ改善報告書を提出している。
東京証券取引所へ提出した改善報告書には人材サービスファンド、コリンシアン組合が連結対象になっていることを記載したものの、グッドウィルグループHPの関連会社の項目には一切記載されておらず実態がやや不透明な状況になっていた。その後、コリンシアン組合の代表であるコリンシアンパートナーズから関連株を含めたクリスタル株の完全分配を受け、人材サービスファンドは脱退・解散している。脱退・解散した詳細の理由については不明であるが、同ファンドが買収3ヶ月前の設立であり、事実上のクリスタル買収専用のファンドとしての側面があった。折口は本買収成立後の週刊ダイヤモンドの取材に対し、クリスタル買収を前々から狙っていたと発言している。
本件は2008年に入り、疑惑の報道が相次いだ。その後国税庁は買収の時、創業者一族への30億円の和解金は経費に当たらないとして、買収の際の資金の流れが所得隠しにあたるとして追徴課税した。
この買収は一大スキャンダルに発展し、クリスタル側の株式売却額が500億程度であり、差額の380億と一部の株式のうち、180億と株式がコリンシアンパートナーズに、残る200億を出資者である格闘技団体代表らで分け合ったとされる。コリンシアンパートナーズは現在、法人税を滞納しているとの事で、国税当局からマークされていた。
なお、同社は買収にわざわざ投資組合を二重に介在させていたこと、コリンシアン組合が受け取った手数料や配当としてはあまりに額が多すぎたこと、コリンシアン組合への出資がグッドウィルのそれ以外は虚偽であったことが明らかになった。

## 命名権
2006年12月2日、5年間の西武ドームと西武ライオンズのファームチームの命名権を取得。
隣接する西武鉄道の西武球場前駅誘導看板・西武ドームの観客出入口の案内看板などは、年末までに準備を進めて、2007年1月1日、「グッドウィルドーム」としての運用が開始された。ファームチームについては「グッドウィル」として同日より名称変更された。
しかしながら、同年12月19日に、関連会社のグッドウィルが、東京労働局から不利益処分を受ける弁明を求める通知を受け、これが報道により明るみに出たことで、命名権の返上をせざるを得なくなった。
2008年1月8日、正式に命名権契約の解除が発表され、翌9日より、本拠地名称が「西武ドーム」に、二軍のチーム名称が「埼玉西武ライオンズ」となった。

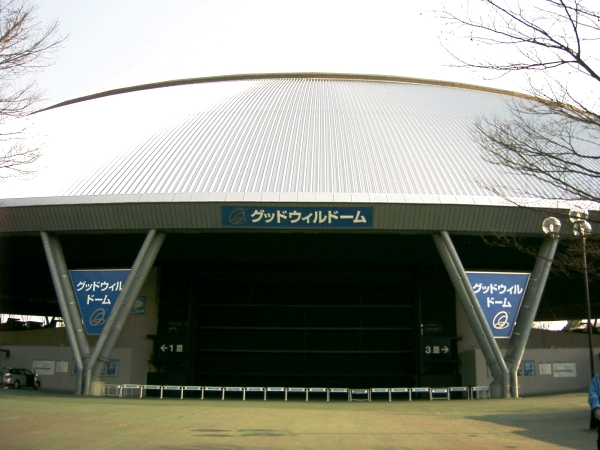
グッドウィルドーム
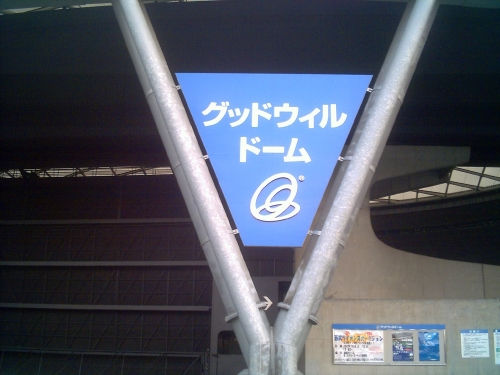
ドーム案内看板

## 関連会社

### 日本国内
技術者派遣
- テクノプロ（機械、電気、電子、組込制御、情報システム、情報インフラ、プラントエンジニアリング、化学、バイオ、医薬、新素材など各種技術分野における研究開発や商品開発などの技術サービス）
  - テクノプロ・デザイン社（機械、電機、電子）
  - テクノプロ・エンジニアリング社（組込制御、ITインフラ）
  - テクノプロ・IT社（ソフト開発、保守）
  - テクノプロ・R&D社（化学、生化学）
- テクノプロ・コンストラクション（建設・土木技術者派遣）

シーテック、テクノプロ・エンジニアリング、CSI、ハイテックは株式会社テクノプロに統合され、カンパニー制へ再編された。
その他
- テクノブレーン（エンジニア向け人材紹介会社）
- テクノプロ・スマイル（障害者の雇用促進。事務所内軽作業など。）
- ピ－シーアシスト（コンピュータースクール「Winスクール」の運営を中心とした教育研修事業）

尚、テクノプロサポートという同業者があるが、こちらは東芝コンシューママーケティング（旧・東芝テクノネットワーク）の完全子会社であり、テクノプログループとは一切関連がない。

### 日本国外
- テクノプロ中国グループ（総合エンジニアリングサービス）

### かつて存在した企業
以下すべて、プロンプトHD社に関連するものである。
- グッドウィル・フォーサイト（心理学・カウンセリング・人材支援）
- アドホック（ADHOC、ペットケアサービス）
西武グループの西武不動産に売却。現在は西武ペットケアに社名変更。
- コムスン（介護事業）
事業売却により2009年解散、2011年清算終了。
- 警備・施工マネジメント（KSM、建設・警備・施工専門アウトソーシング）
- ソア（SORE、イベント・セールスプロモーション、イベントコンパニオン、MC、ナレーター部門）
- グッドウィル（日雇い派遣、モバイト・ドット・コム、総合受付などを担当。総合人材派遣部門）
事業廃業により2009年解散、現在は清算法人。
- プレミア・メディカルケア（医療・介護・看護師・介護福祉士・看護助手・外来受付）
- フードスコープ（レストラン経営・コンサルティング業、焼き鳥屋チェーン『今井屋』や日本食『MEGU』などを経営）
2008年12月にダイヤモンドダイニングに売却され、2013年3月にダイヤモンドダイニングに吸収合併されている。
- グッド保険サービス（保険代理業務）
- プレミア・スタッフ（事務系人材派遣業、現社名:ピーアンドピーの子会社のピーアンドピー・キャリア）
- プレミア・ライン（製造系人材派遣業、旧社名:アクティス→コラボレート→ハイライン。現社名:トラスト・テックの子会社のTTM）
- ラディアホールディングス・プレミア（旧クリスタル・グループ系列を統括する中間持株会社、前社名グッドウィル・プレミア）
担保権が執行され、実質第三者の手に渡る。2010年4月30日、株主総会の決議により解散。5月21日、特別清算。

## テレビ番組
- 日経スペシャル ガイアの夜明け 「余生をどこで暮らしますか ～老人ホームビジネスに賭ける男たち～」（2006年6月27日、テレビ東京）[25] - コムスンの老人ホームビジネスビジネスを取材。